# Jin Yugan
Jin Yugan (chinesisch 金玉玕; * 26. Dezember 1937 in Dongyang, Zhejiang; † 26. Juni 2006 in Nanjing, Jiangsu) war ein chinesischer Paläontologe. Er war Mitglied der Chinesischen Akademie der Wissenschaften. Er ist unter anderem hervorgetreten durch seine Forschungen zur Stratigraphie des Karbon und des Perm.

## Wissenschaftliche Laufbahn
Jin Yugan graduierte 1959 am Lehrstuhl für Geologie und Paläontologie an der Universität Nanjing und war dort seitdem unter anderem mit dem Studium von Brachiopoden befasst. 1987 trat er der Kommunistischen Partei Chinas bei, 1989 gründete er Chinas erstes offenes Laboratorium für Paläobiologie und Stratigraphie. In der Folgezeit forschte er am Meishan, wo das Perm und der Übergang in die Trias gut erhalten sind. Seine Forschungen – unter anderem über die Stratigraphie ölführender Sedimentbecken in China – und Bemühungen um die wissenschaftliche Zusammenarbeit wurden mit Preisen belohnt.
2001 wurde Jin zum Mitglied der Chinesischen Akademie der Wissenschaften gewählt. Er hatte darüber hinaus den Posten des Vizepräsidenten der International Palaeontological Association (Internationale Paläontologische Gesellschaft) inne, war Vorsitzender der ICS-Subkommission für die Stratigraphie des Perms sowie der für das Lopingium.

## Jins Arbeiten im Perm Chinas
Nach einer ersten Arbeit im Jahr 1993 veröffentlichten Jin und seine Kollegen 1997 ein Werk über die chronostratigraphische Einteilung des Perms und schlug darin eine neue Unterteilung dieses Systems vor, das die seit 150 Jahren in Gebrauch befindliche Einteilung ablösen sollte, welche sich an den stratigraphischen Verhältnissen in Russland orientiert hatte. Der Vorschlag wurde 1998 von der International Commission on Stratigraphy (ICS) angenommen. Darüber hinaus gelang es der Arbeitsgruppe, dass zwei der von ihr vorgeschlagenen GSSPs als Referenz für das Wuchiapingium und das Changhsingium ausgewählt wurden.
Sein zunehmend schlechter werdender Gesundheitszustand erlaubte es ihm nicht, an der offiziellen Annahme der beiden GSSPs während des 2. Internationalen Paläontologischen Kongresses in Beijing teilzunehmen, und ebenso wenig an den Feierlichkeiten zur offiziellen Einweihung der beiden Örtlichkeiten. Jin starb nach längerer Krankheit am 26. Juni 2006 in Nanjing.